# Capitol Limited
El Capitol Limited es un tren diario de Amtrak entre Washington D. C. y Chicago, que recorre 1230 km a través de Pittsburgh y Cleveland. El servicio comenzó en 1981 y lleva el nombre de Capitol Limited del Baltimore y Ohio Railroad, que finalizó en 1971 con la formación de Amtrak. Lleva los trenes Amtrak números 29 y 30, que anteriormente estaban asignados a la descontinuada National Limited.
Durante el año fiscal 2019, Capitol Limited transportó 209.578 pasajeros, un 4,3 % menos que el año fiscal 2018. El tren tuvo unos ingresos totales de 18.973.626 dólares en el año fiscal 2016, un 0,7% menos que en el año fiscal 2015.

## Material rodante

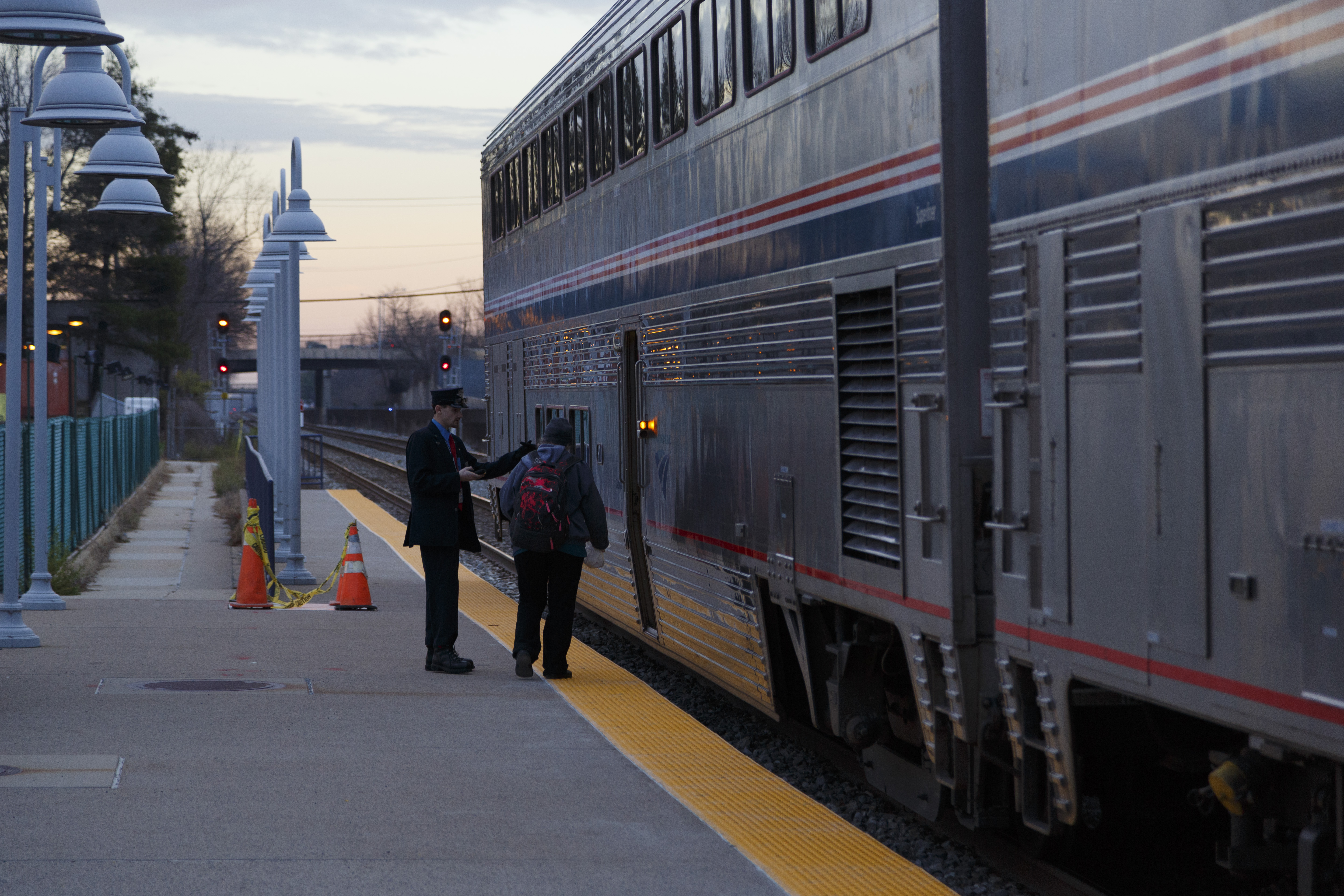
Un Capitol Limited con coches Superliner.

El Capitol Limited utiliza equipos Superliner. En julio de 2018, un tren típico constaba de:
- 2 locomotoras GE P40DC/P42DC
- 1 vagón de equipajes Viewliner II
- 1 coche cama de transición Superliner
- 2 coches camas
- 1 vagón restaurante Superliner
- 1 salón para turistas Superliner
- 1 vagón de equipajes Superliner
- 2 autocares Superliner

A finales de 2014, con retrasos debido a la interferencia de los trenes de carga que provocaron escasez de equipos, Amtrak modificó el conjunto para crear un cuarto conjunto de trenes, que incluía dos vagones cama, dos vagones y un comedor-salón combinado, y la eliminación del vagón de equipajes, el vagón salón para turistas, un vagón cama y un dormitorio de transición. Sin embargo, las quejas hicieron que Amtrak volviera a su sistema estándar.